# Eduard Konrád Zirm
Eduard Konrád Zirm (18. březen 1863, Vídeň – 15. březen 1944, Olomouc) byl rakouský oční lékař, 7. prosince 1905 provedl v Olomouci první úspěšnou transplantaci na světě. Byl také významným reprezentantem vídeňské lékařské školy.

## Život
Narodil se ve Vídni. Rodný dům je na Rudolfově náměstí č. 4. Od roku 1892 byl primářem očního oddělení fakultní nemocnice v Olomouci a 7. prosince 1905 zde provedl první úspěšnou transplantaci na světě. Jednalo se o transplantaci oční rohovky.
Ke 100. výročí transplantace rohovky byla 7. prosince 2005 na budově očního oddělení fakultní nemocnice v Olomouci odhalena pamětní deska.

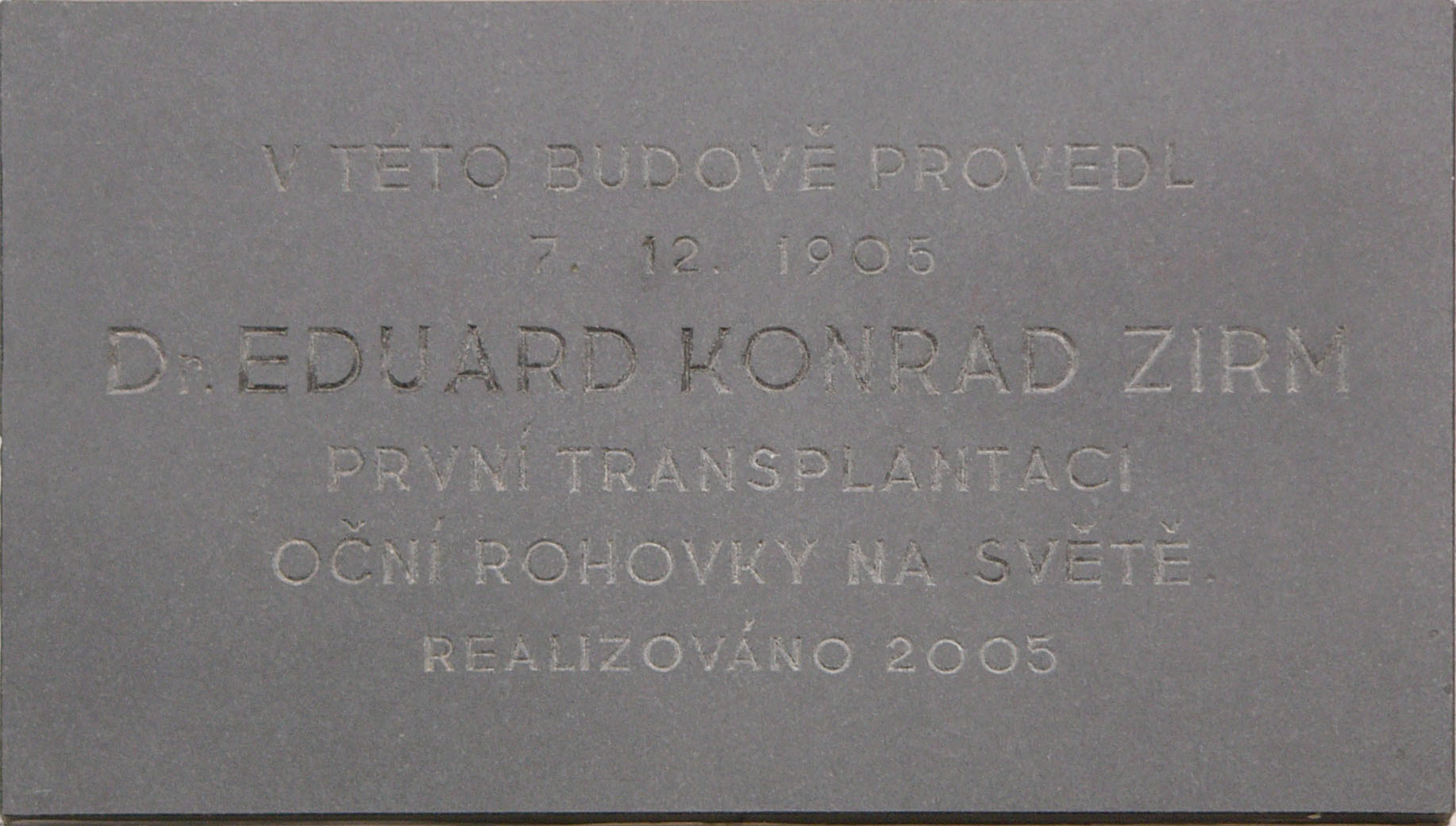
Pamětní deska na budově oční kliniky fakultní nemocnice v Olomouci